# Многочлен HOMFLY
Многочлен HOMFLY — инвариант зацепления в форме многочлена двух переменных.
Является одним из самых чувствительных инвариантов зацеплений.
В частности, многочлены Джонса и Александера выражаются через HOMFLY подстановками.
В то же время HOMFLY вычисляется проще вышеназванных многочленов.
Название HOMFLY объединяет инициалы его авторов:
Джима Хоста,
Адриана Окняну,
Кеннета Миллетта,
Питера Дж. Фрейда,
У. Б. Р. Ликориша
и Дэвида Н. Йеттера.
Иногда многочлен называют HOMFLY-PT, указывая на связанную независимую работу Юзефом Х. Пшитицким и Павлом Трачиком.

## Определение
HOMFLY зацепления — многочлен двух переменных m и l и определяется скейн-соотношением:
{\displaystyle P({\text{тривиальный узел}})=1,}
{\displaystyle \ell P(L_{+})+\ell ^{-1}P(L_{-})+mP(L_{0})=0,\,}
где {\displaystyle L_{+},L_{-},L_{0}} — зацепления, образованные перестройками у одного пересечения диаграммы, как показано на рисунке.
Многочлен HOMFLY зацепления L, которое является разделённым объединением двух зацеплений {\displaystyle L_{1}}и {\displaystyle L_{2}}, задаётся как
{\displaystyle P(L)={\frac {-(\ell +\ell ^{-1})}{m}}P(L_{1})P(L_{2}).}

## Свойства
- HOMFLY мултипликативен относительно связной суммы узлов:
{\displaystyle P(L_{1}\#L_{2})=P(L_{1})\cdot P(L_{2}).}

- Если {\displaystyle K'} — отражение зацепления {\displaystyle K}, то
{\displaystyle P_{K}(\ell ,m)=P_{K'}(\ell ^{-1},m),}.
  - В частности, многочлен HOMFLY можно использовать для различения двух узлов разной хиральности. Однако существуют хиральные пары узлов, которые имеют один и тот же многочлен HOMFLY, например, узлы 942 и 1071[3]